# Maxillicosta meridianus
Maxillicosta meridianus is een straalvinnige vissensoort uit de familie van schorpioenvissen (Neosebastidae). De wetenschappelijke naam van de soort is voor het eerst geldig gepubliceerd in 2006 door Motomura, Last & Gomon.